# Xã Union, Quận Clinton, Ohio
Xã Union (tiếng Anh: Union Township) là một xã thuộc quận Clinton, tiểu bang Ohio, Hoa Kỳ. Năm 2010, dân số của xã này là 3.085 người.